# چولوت (آرخانگای)
چولوت (به لاتین: Chuluut) یک منطقهٔ مسکونی در مغولستان است که در استان آرخانگای واقع شده‌است. چولوت ۳٬۹۰۰ کیلومتر مربع مساحت دارد.